# HTC Desire HD
HTC Desire HD (nome in codice HTC Ace) è uno smartphone Android sviluppato dalla HTC Corporation. È stato annunciato, insieme al Desire Z, il 15 settembre 2010 ad un evento a Londra organizzato da HTC e commercializzato in Europa a partire dalla seconda metà di ottobre.

## Hardware
Lo smartphone ha un design formato da un unico blocco di alluminio con sistema operativo Android 2.3.5 "Gingerbread" e personalizzato con l'interfaccia utente HTC Sense 3.0. È dotato di uno schermo capacitivo e multitouch LCD da 4,3 pollici, fotocamera da 8 megapixel (in grado di registrare video in HD a 720p) e supporto per le reti HSPA/W-CDMA e quad-band GSM/GPRS/EDGE.
È il primo telefono ad utilizzare il processore Qualcomm modello QSD8255 da 1 GHz. Questa seconda generazione di processori Snapdragon usa una tecnologia a basso consumo per una maggiore integrazione ed efficienza, e raddoppia le prestazioni della GPU 205 di Adreno. Questo permette una maggiore durata di conversazione e stand-by rispetto al modello precedente HTC Desire nonostante una batteria di capacità minore. Il tempo di avvio è stato migliorato di oltre 10 secondi e fino a 40 secondi (a seconda delle circostanze) rispetto al modello precedente.
L'HTC Desire HD offre 768 MB di RAM e 1,5 GB di memoria interna. La capacità della memoria può essere ulteriormente migliorata fino a 32 GB con una scheda di memoria MicroSD.

## Software
L'HTC Desire HD incorpora la tecnologia Dolby Digital Mobile, Sound Retrieval System, Surround Sound, DLNA, Adobe Flash 10,1 e riproduzione video di DivX/Xvid, insieme a una vasta gamma di codec audio.
Al momento del lancio, HTC ha presentato HTC Sense con caratteristiche aggiornate, tra cui un nuovo sito web HTCSense.com che permette l'interazione a distanza con i cellulari abilitati, tra cui il backup e funzioni di sicurezza. Ad esempio, può bloccare a distanza ed eliminare dallo smartphone tutti i dati sensibili.
HTCSense.com può anche inviare comandi al telefonino come impostare il volume di suoneria al massimo e dare una posizione su una mappa.
L'HTC Desire HD è uno dei primi dispositivi HTC caratterizzato dalla migliore esperienza con la Sense e con i servizi HTCSense.com
Il nuovo HTC Sense porta con sé alcune funzionalità multimediali avanzate offrendo agli utenti più opzioni per la creazione e la condivisione di contenuti (compresi nuova fotocamera e nuovi effetti video). Esso comprende anche le mappe di localizzazione, un nuovo negozio di e-book e un apposito e-reader con capacità di traduzione.
L'aggiornamento ufficiale previsto per luglio/agosto 2012 ad Android 4.0.4 "Ice Cream Sandwich" ed interfaccia Sense 3.6 è stato cancellato da HTC con un comunicato nel quale viene spiegato che le prestazioni del telefono non sono sufficienti per garantire prestazioni soddisfacenti, molti esperti del settore basandosi sul fatto che HTC stessa utilizzi la versione di Android 4.0.4 con interfaccia Sense 4.0 (superiore a quella destinata al Desire HD) su terminali nettamente meno potenti (HTC Desire C con processore a 600 MHz e 512 MB di Ram) ritengono che sia soltanto una scelta commerciale per spingere l'acquisto di nuovi terminali.